# Ængstelig personlighedsforstyrrelse
|  | Flytteforslag Denne side er foreslået flyttet til Ængstelig personlighedsstruktur. Klik her for at se flytteforslaget. |

Ængstelig personlighedsforstyrrelse (også kaldet evasiv eller undvigende personlighedsforstyrrelse) er en mental forstyrrelse præget af at man er nervøs anspændt og usikker. En person med ængstelig personlighedsforstyrrelse føler sig mindreværdig og på grund af denne følelse har han eller hun behov for anerkendelse. Man undgår at knytte sig til andre mennesker, da man er overfølsom for at blive afvist eller kritiseret. Der er dermed større risiko for at komme til at leve et tilbagetrukket og ensomt liv trods det ikke er det man ønsker. Det er normalt, at man kan have nogle af disse egenskaber uden at man lider af en personlighedsforstyrrelse. Ca. 1 – 4 procent opfylder kriterierne til at have en ængstelig personlighedsforstyrrelse.

## Symptomer
- Er meget genert
- Lider af mindreværdsfølelse
- Er meget følsom over for afvisninger
- Er bange for at komme til at føle sig flov sammen med andre
- Føler sig hæmmet
- Føler at man har svært ved at være tæt på andre mennesker, fordi man er bange for at komme til at skamme sig over sin generthed
- Undgår at involvere sig med andre, hvis man ikke er sikker på, at man føler sig velkommen
- Føler sig anspændt, ængstelig og nervøs for, om der sker noget farligt med en selv eller ens nærmeste

## Diagnose
For at opfylde kriterierne for at have en ængstelig personlighedsforstyrrelse skal man for det første opfylde kriterierne for overhovedet at have en personlighedsforstyrrelse, de generelle kriterier. (Som defineret af WHO´s ICD 10 (Engelsk)
Generelle kriterier:
Man har et vedvarende og karakteristisk mønster for sin adfærd og måde at opleve og fortolke tilværelsen på som er anderledes end det der accepteres i den kultur man tilhører. Det skal gælde for mindst to af følgende områder:
- Ens erkendelser eller holdninger
- Ens følelser
- Ens kontrol over egne behov og impulser
- Ens forhold til andre mennesker

Desuden skal man opfylde følgende fem kriterier:
- Man skal have en adfærd som er gennemgribende unuanceret, utilpasset og uhensigtsmæssig
- Den uhensigtsmæssige adfærd skal gå ud over en selv eller andre
- Den uhensigtsmæssige adfærd er startet i ens barndom eller ungdom
- Den uhensigtsmæssige adfærd skyldes ikke at man har en anden psykisk sygdom
- Den uhensigtsmæssige adfærd skyldes ikke misbrug eller en fysisk sygdom, f.eks. en hjerneskade.

Specifikke kriterier: For at opfylde kriterierne for en ængstelig personlighedsforstyrrelse skal man foruden de generelle kriterier have mindst fire af følgende personlighedstræk:
- Man er meget ængstelig og anspændt
- Man lider af mindreværdsfølelse
- Man har tendens til at føle sig afvist og kritiseret når man er sammen med andre
- Man er tilbageholdende overfor andre, hvis man ikke på forhånd er sikker på at de accepterer en
- Man begrænser sig selv fordi man er bekymret for om man kommer til skade
- Man har tendens til at undgå sociale aktiviteter fordi man er bange for at blive kritiseret eller afvist.

## Behandling
Ofte søger man behandling på grund af lav selvværdsfølelse.
Medicin: Der er indtil videre ikke udviklet nogen medicin der kan ændre personligheden. Dog kan ængstelig personlighedsforstyrrelse nogen gange medføre hjertebanken og rystende hænder når man er sammen med andre. I dette tilfælde kan betablokkere bruges. Der er medicin mod forhøjet blodtryk, som også har effekt på hjertebanken og rystende hænder. Hvis man får depression eller angst er det også muligt at få SSRI.
Psykoterapi: Det er også muligt at gå i gruppeterapi, hvor man kan blive bedre til at tro på sig selv når man er sammen med andre mennesker. Behandlingen kan også hjælpe en til at få indblik i sine psykiske mekanismer og derved baggrunden for at man lider af selvusikkerhed.